# Farmland
Farmland é uma cidade  localizada no estado americano de Indiana, no Condado de Randolph.

## Demografia
Segundo o censo americano de 2000, a sua população era de 1456 habitantes.
Em 2006, foi estimada uma população de 1388, um decréscimo de 68 (-4.7%).

## Geografia
De acordo com o United States Census Bureau tem uma área de
1,3 km², dos quais 1,3 km² cobertos por terra e 0,0 km² cobertos por água. Farmland localiza-se a aproximadamente 316 m acima do nível do mar.

## Localidades na vizinhança
O diagrama seguinte representa as localidades num raio de 16 km ao redor de Farmland.